# کارولینا اربانووا
کارولینا اربانووا (انگلیسی: Karolína Erbanová؛ زادهٔ ۲۷ اکتبر ۱۹۹۲) اسکیت‌باز سرعت، و دوچرخه‌سوار اهل جمهوری چک است.